# Capo Mendocino

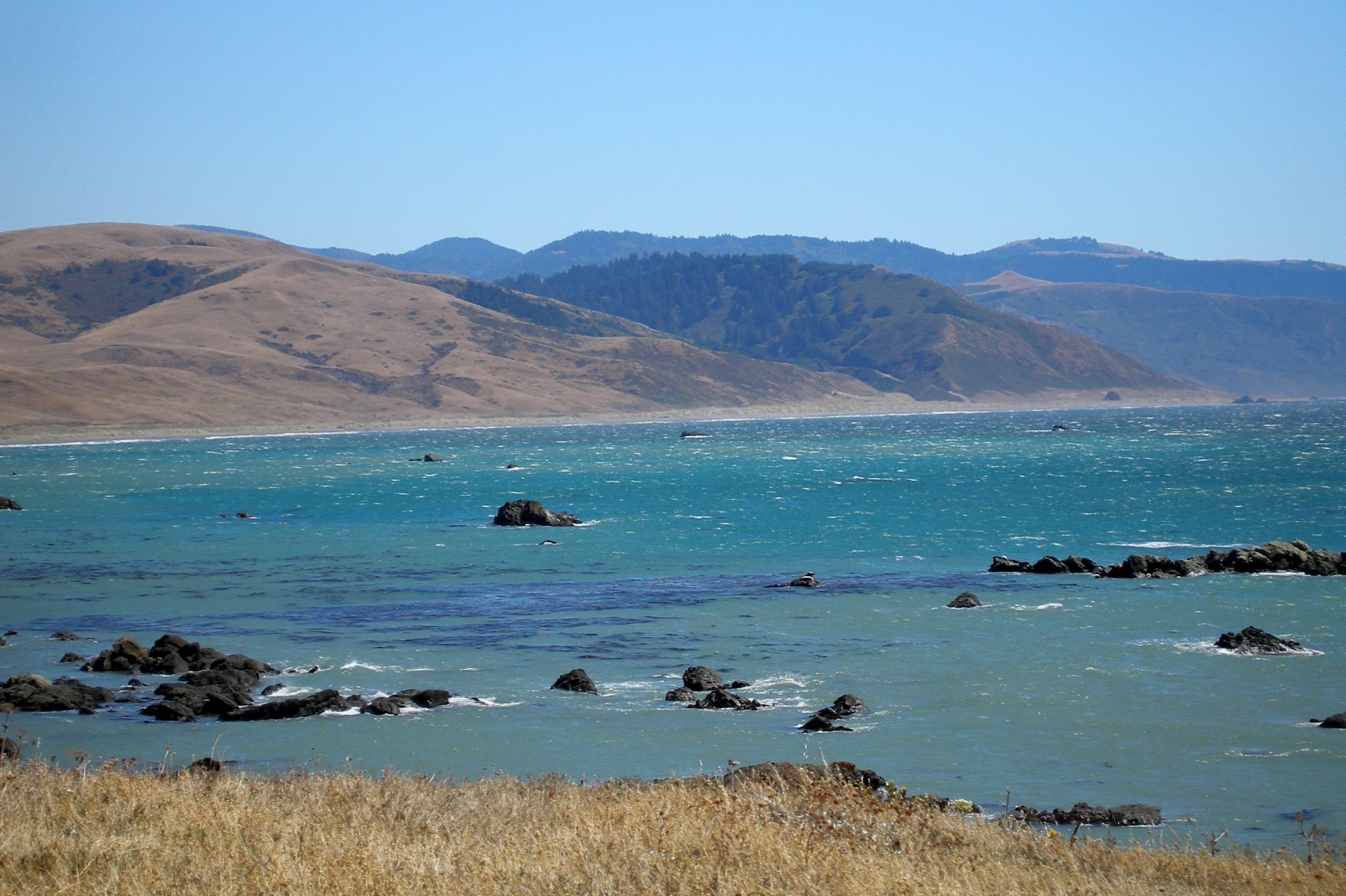
La costa californiana nei pressi del capo Mendocino.

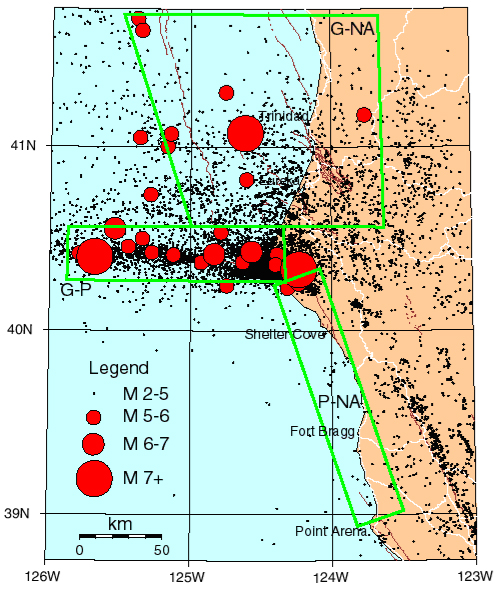
Epicentri dei terremoti nella zona del capo Mendocino, nel periodo 1985-2003.

Il capo Mendocino è un promontorio situato nella parte nordoccidentale della California (della quale rappresenta il punto più occidentale), lungo la costa pacifica statunitense; è compreso nei confini della contea di Humboldt.

## Geologia
La zona del capo Mendocino è una delle zone geologicamente più attive degli Stati Uniti continentali, sede di numerosissimi terremoti provocati dallo scontro fra tre diverse placche tettoniche.
Alcune decine di chilometri al largo della costa del capo giace una giunzione tripla; qui si incontrano la faglia di Sant'Andrea (che marca la separazione fra le placche nordamericana e pacifica), da sud, la faglia di Mendocino (che segna il confine geologico fra la placca pacifica e la più piccola placca di Gorda), da ovest e la zona di subduzione della Cascadia (dove la suddetta placca di Gorda viene subdotta al di sotto della placca nordamericana), da nord.

## Storia
Nel periodo compreso fra il XIV e il XX secolo il capo era il primo terminale orientale del galeone di Manila, spedizione commerciale spagnola che, una o due volte l'anno, partiva da Manila nelle Filippine diretta al porto messicano di Acapulco; giunta al capo Mendocino spinta dai venti occidentali delle medie latitudini, la spedizione seguiva successivamente la costa americana in direzione sud.
Il primo faro che vi fu edificato risale al 1º dicembre 1868.